# Serge Peretti

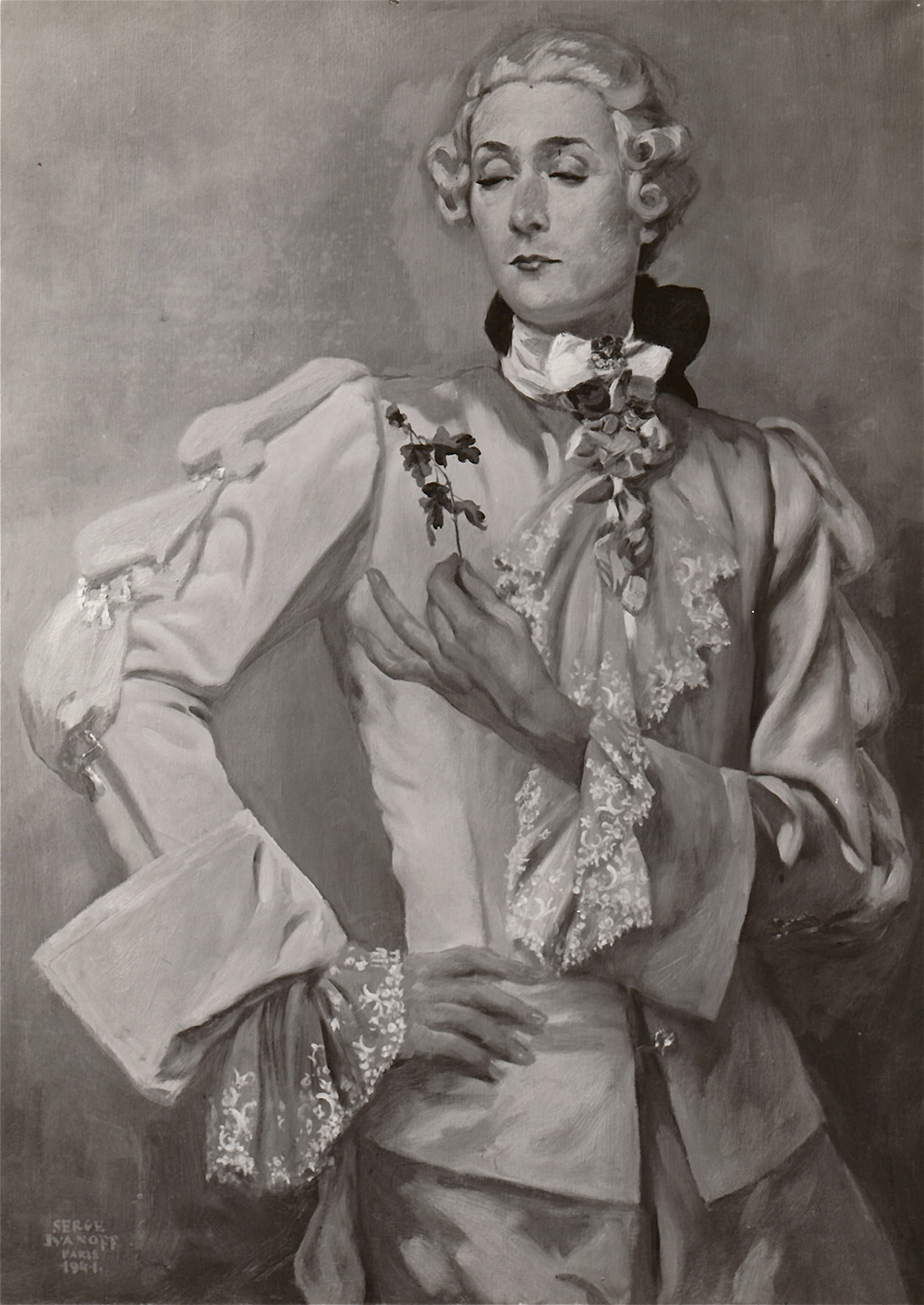
Portrait de Serge Peretti par Serge Ivanoff, Paris, 1941.

Serge Peretti, all'anagrafe Sergio Peretti (Venezia, 28 gennaio 1905 – Chatou, 20 agosto 1997) è stato un ballerino, coreografo e maestro di balletto italiano naturalizzato francese. È stato il primo uomo ad essere nominato danseur étoile dal balletto dell'Opéra di Parigi.

## Biografia
Dopo essersi formato alla scuola di danza dell'Opéra di Parigi, Serge Peretti si è unito alla compagnia dell'Opéra Garnier nel 1920. Promosso al rango di primo ballerino nel 1930, nel 1941 divenne il primo ballerino ad essere nominato danseur étoile dalla compagnia. Peretti è ricordato tra i più grandi danzatori del suo tempo e fu particolarmente apprezzato per l'eleganza dei movimenti e la perfezione tecnica.
Nel 1946 diede il suo addio alle scene per dedicarsi a tempo pieno all'insegnamento e dal 1962 al 1970 fu maestro di balletto e répétiteur all'Opéra Garnier. In veste di coreografo compose delle coreografie per i maggiori ballerini del suo tempo, tra cui Michel Fokine, Léo Staats, Bronislava Nijinska, Lycette Darsonval e Serge Lifar.
Morì a Chatou nel 1997 all'età di 92 anni ed è stato sepolto al Cimitero di Père-Lachaise.